# Dasypoda albimana
Dasypoda albimana is een vliesvleugelig insect uit de familie Melittidae. De wetenschappelijke naam van de soort is voor het eerst geldig gepubliceerd in 1905 door Pérez.